# Seznam divizij Kraljevine Jugoslavije
Seznam divizij Kraljevine Jugoslavije.

## Pehotne
- 1. pehotna divizija »Cerska«
- 3. pehotna divizija »Dunavska«
- 5. pehotna divizija »Šumadiska«
- 7. pehotna divizija »Potiska«
- 8. pehotna divizija »Krajinska«
- 9. pehotna divizija »Timočka«
- 10. pehotna divizija »Bosanska«
- 12. pehotna divizija »Jadranska«
- 13. pehotna divizija »Hercegovačka«
- 15. pehotna divizija »Zetska«
- 17. pehotna divizija »Vrbaska«
- 20. pehotna divizija »Bregalnička«
- 22. pehotna divizija »Ibarska«
- 25. pehotna divizija »Vardarska«
- 27. pehotna divizija »Savska«
- 30. pehotna divizija »Osječka«
- 31. pehotna divizija »Kosovska«
- 32. pehotna divizija »Triglavska«
- 33. pehotna divizija »Licka«
- 34. pehotna divizija »Toplička«
- 38. pehotna divizija »Dravska« (Dravska divizija)
- 40. pehotna divizija »Slavonska«
- 42. pehotna divizija »Murska«
- 44. pehotna divizija »Unska«
- 46. pehotna divizija »Moravska«
- 47. pehotna divizija »Dinarska«
- 49. pehotna divizija »Sremska«
- 50. pehotna divizija »Drinska«

## Konjeniška
- 1. konjeniška divizija
- 2. konjeniška divizija
- 3. konjeniška divizija